# Paul Laumonier
Paul Laumonier  (* 1867; † 1949) war ein französischer Romanist und Literaturwissenschaftler.

## Leben und Werk
Laumonier war Schüler am Lycée Condorcet. Er studierte bei Louis Petit de Julleville. Er lehrte ab 1896 an der Universität Poitiers und habilitierte sich 1909 bei Émile Faguet mit den beiden Thèses Ronsard, poète lyrique. Etude historique et littéraire (Paris 1909, 1923, 1932, Genf 1972), sowie (Hrsg.) Claude Binet, La Vie de Pierre de Ronsard, 1586 (Paris 1910, Genf 1969). Er wurde Professor an der Universität Bordeaux und arbeitete bis zu seinem Tod an der großen kritischen Ausgabe der Werke von Pierre de Ronsard, Oeuvres complètes. Edition critique, 20 Bde., Paris 1914–1975 (Bde. 15–20, hrsg. von Isidore Silver und Raymond Lebègue).

## Weitere Werke
- Tableau chronologique des oeuvres de Ronsard, 2. Auflage, Paris 1911 (1. Aufl. La Flèche 1903), New York 1969
- (Hrsg.) Ronsard, Œuvres complètes, 8 Bde., Paris 1914–1919
- (Hrsg.) Ronsard et sa province. Anthologie régionale, Paris 1924